# Emblemat

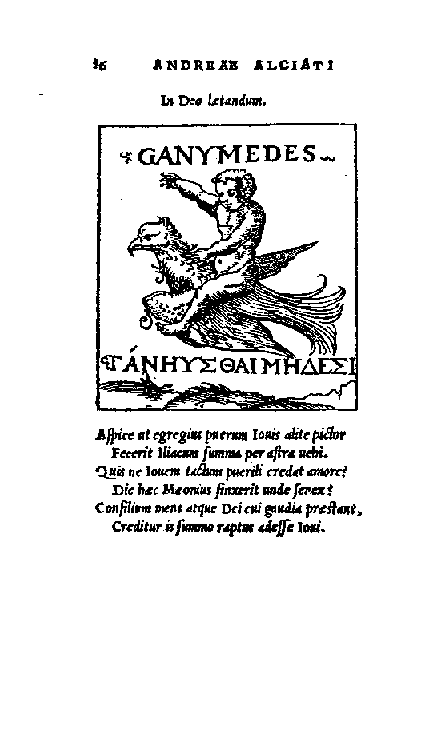
Emblemat ze zbioru Andrea Alciatiego, z lemmą, obrazem i subskrypcją

Emblemat (gr. ἔμβλημα „wypukła dekoracja”) – kompozycja literacko-obrazowa, gatunek powstały w XVI wieku. Na dojrzałą postać emblematu (druga poł. XVI w. i wiek XVII) składały się:
- inskrypcja, czyli sentencja, zwana (łac.) lemma lub motto (zazwyczaj ograniczona do 2-5 słów),
- obraz, zwany (łac.) imago – czyli rycina przedstawiająca różne wyobrażenia,
- subskrypcja, która była zazwyczaj utworem wierszowanym, epigramatem lub tekstem obszerniejszym, wyjaśniającym i rozwijającym sens obrazu i jego związki z lemmą.

Celem emblematu było wyszukanie związków pomiędzy słowem a obrazem – przez zestawienie treści motta z treścią imago na zasadzie intrygującej gry znaczeń, enigmatycznego rebusu, a następnie wyjaśnienie ich związku treściowego w subskrypcji. W XVI i XVII wieku popularne były książki zawierające zbiór emblematów. Pierwszą taką książką emblematyczną była wydana w Augsburgu w 1531 Emblematum liber (Książka emblematów), której autorem był Andrea Alciato.
W epoce baroku emblemat wpisywał się w znamienne dla tego okresu poszukiwanie wspólnoty sztuk, czego innym przejawem była barokowa opera.
W Polsce do najsłynniejszych twórców emblematów należeli Mikołaj Rej, Zbigniew Morsztyn i Stanisław Herakliusz Lubomirski. Najważniejsze polskie zbiory emblematów to:
- Mikołaja Reja: Źwierzyniec
- Andrzeja Maksymiliana Fredry: Peristromata regum (zbiór napisany po łacinie)
- Zbigniewa Morsztyna: Emblemata
- Stanisława Herakliusza Lubomirskiego: Adverbia moralia (zbiór napisany po łacinie, do którego ryciny zaprojektował Tylman z Gameren)